# Франкавилла-ин-Синни
Франкавилла-ин-Синни (итал. Francavilla in Sinni) — коммуна в Италии, расположена в регионе Базиликата, подчиняется административному центру Потенца.
Население составляет 4899 человек, плотность населения составляет 87 чел./км². Занимает площадь 48 км². Почтовый индекс — 85034. Телефонный код — 0973.
Покровителями коммуны почитаются святые Феликс и Поликарп, празднование 10 августа.